# (12760) Maxwell
(12760) Maxwell (1993 TX26) – planetoida z pasa głównego asteroid okrążająca Słońce w ciągu 5,33 lat w średniej odległości 3,05 j.a. Odkryta 9 października 1993 roku.